# Zajączki (Lubomino)
Zajączki (deutsch Hasenberg, Kreis Heilsberg) ist ein kleines Dorf in der polnischen Woiwodschaft Ermland-Masuren und gehört zur Landgemeinde Lubomino (Arnsdorf) im Kreis Lidzbark Warmiński (Kreis Heilsberg).

## Geographische Lage
Zajączki liegt südlich des Jezioro Tonka (Dittrichsdorfer See) und 28 Kilometer südwestlich der ehemaligen und jetzigen Kreisstadt Lidzbark Warmiński (Heilsberg). Die Woiwodschaftsstraße 593 von Miłakowo (Liebstadt) nach Dobre Miasto (Guttstadt) und weiter bis Reszel (Rößel) führt an der südlichen Ortsgrenze vorbei. Die nächste Bahnstation ist Lubomino (Arnsdorf) an der polnischen Staatsbahnlinie 221 von Gutkowo (Göttkendorf) bei Olsztyn (Allenstein) nach Braniewo (Braunsberg).

## Geschichte
Der bis 1945 Hasenberg genannte kleine Ort war damals ein Vorwerk zu Elditten (heute polnisch: Ełdyty Wielkie), das von 1874 bis 1945 Sitz und namensgebender Ort eines Amtsbezirks im Landkreis Heilsberg im Regierungsbezirk Königsberg der preußischen Provinz Ostpreußen war.
Infolge des Zweiten Weltkrieges kam Hasenberg 1945 zu Polen und erhielt die polnische Bezeichnung Zajączki. Der Ort ist heute in die Gmina Lubomino (Arnsdorf) im Powiat Lidzbarski (Kreis Heilsberg) in der Woiwodschaft Ermland-Masuren (1975 bis 1998: Woiwodschaft Olsztyn) eingebunden.

## Kirche

### Katholisch
Der überwiegende Teil der Bevölkerung in Zajączki ist heute – und war es in Hasenberg vor 1945 auch – katholischer Konfession. Das Dorf gehört zur Pfarrei Ełdyty Wielkie (Elditten) im Erzbistum Ermland der Katholischen Kirche in Polen.

### Evangelisch
Die evangelische Minderheit der Hasenberger Einwohnerschaft war vor 1945 in das Kirchspiel Regerteln (heute polnisch: Rogiedle) eingepfarrt. In Regerteln gab es die einzige evangelische Dorfpfarrei im überwiegend katholischen Ermland. Sie war Teil des Kirchenkreises Ermland, Superintendenturbezirk Braunsberg (heute polnisch: Braniewo) in der Kirchenprovinz Ostpreußen der Kirche der Altpreußischen Union. Heute liegt Zajączki im Bereich der Diözese Masuren der Evangelisch-Augsburgischen Kirche in Polen.